# Naryner Akademisches Musikalisch-Dramatisches Theater
Das Naryner Akademische Musikalisch-Dramatische Theater (kirgisisch Нарын облустук академиялык музыкалык драма театры, russisch Нарынский областной академический музыкально-драматический театр) ist ein Theater in der kirgisischen Stadt Naryn. Es wurde 1958 als Tienschan-Theater gegründet und trägt seit 1977 den Namen des kirgisischen Schauspielers Muratbek Ryskulow (1909–1974). Im Jahr 2018 waren am Theater 53 Schauspieler, Dramaturgen und sonstige kreative Mitarbeiter sowie 51 technische Mitarbeiter angestellt.

## Geschichte
Ab 1935 wurden in der Region kleine Theater gegründet, 1937 auch eines in Naryn. 1939 wurden die Theater der Regionen Dschumgal und Naryn zusammengelegt und das heutige Theater Naryn gegründet. 1941 wurde das regionale Dramatheater der Nachbarregion Issyk-Kul aufgelöst und dem Naryner Theater angegliedert. 1949 wurden alle regionalen Theater aufgelöst. 1958 wurden die regionalen Theater und damit auch das Naryner Theater unter dem Namen Tienschan-Theater wiedergegründet. 1970 erhielt das Theater, neben dem Status eines Schauspieltheaters, auch den eines Musiktheaters.